# 도시숲

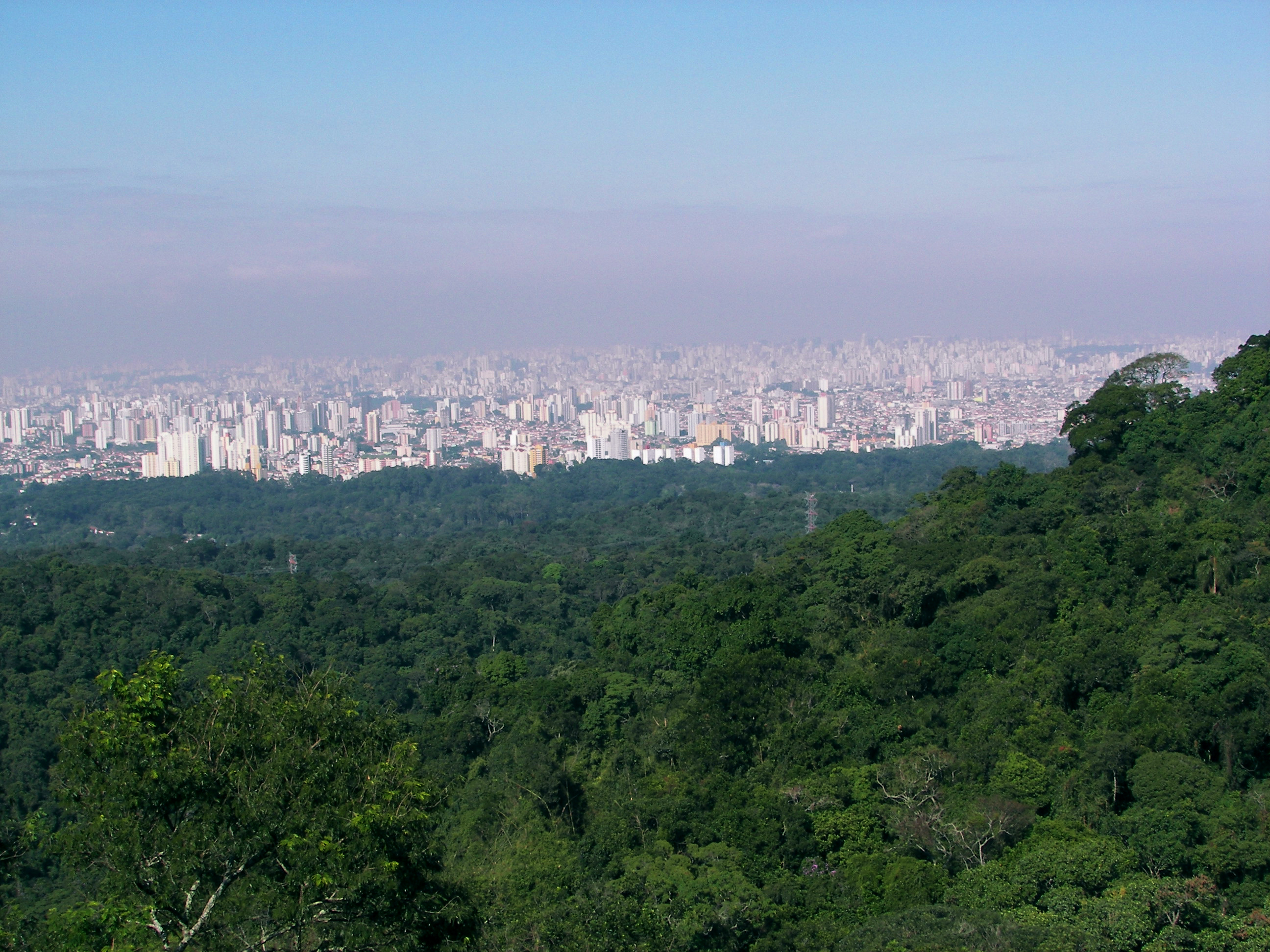
세하 다 까따레이라에서 보이는 상파울루시.

도시숲(영어: Urban forest)은 도시, 마을 또는 교외 즉, 인간이 거주하는 지역에 의해 영향을 받는 공간 내에서 자라는 숲 또는 공원녹지 등을 이르는 말이다. 길거리의 가로수나 공원의 나무들을 모두 포함한다. 도시숲의 관리와 경영은 도시 임업(Urban Forestry)이라고 한다.

## 도시숲의 효과
미관 향상이나 도심의 열섬 현상의 방지에 효과가 있는 것으로 알려져 세계적으로 많이 늘고 있는 추세이다. 산림청에서는 도시숲 조성으로 교토의정서 발효에 따른 온실가스 감축 의무를 이행할 수 있을 것으로 보고 2007년 현재 전국 도시공원에 숲을 조성할 예정이다

## 같이 보기
- 녹화사업